# Le Montet
Le Montet é uma comuna francesa na região administrativa de Auvérnia-Ródano-Alpes, no departamento Allier. Estende-se por uma área de 1,77 km². Em 2010 a comuna tinha 472 habitantes (densidade: 266,7 hab./km²).